# Seweryn Kruszczyński
Seweryn Kruszczyński (ur. 25 grudnia 1910 w Łagiewnikach Kościelnych, zm. 2 sierpnia 1982 w Poznaniu) – profesor ekonomii.

## Życiorys
W 1929 ukończył Państwowe Gimnazjum im. B. Chrobrego w Gnieźnie. Rozpoczął studia na Wyższej Szkole Handlowej w Poznaniu, które ukończył w 1933. W 1938 ożenił się z Krystyną Rączkowską, z którą miał dzieci: Andrzeja (ur. 1939), Krzysztofa (ur. 1941), Małgorzatę (ur. 1944)
Podczas II wojny światowej pracował jako księgowy w Biurze Gospodarstw Rolnych we Włocławku i okolicach. Po wojnie powrócił do Poznania, ukończył studia w 1946 uzyskując dyplom magistra nauk ekonomiczno-handlowych (Akademia Handlowa), a później magistra nauk ekonomiczno-politycznych (Uniwersytet Poznański). Stopień doktora uzyskał w 1949, docenta w 1955, profesora nadzwyczajnego w 1962, a zwyczajnego w 1971.
Pełnił funkcje kierownicze w Akademii Handlowej oraz na UAM.
W 1951 wstąpił do PZPR, pełnił odpowiedzialne funkcje w Komitecie Wojewódzkim (1954-1960).

## Odznaczenia i nagrody
- Nagroda Ministra Nauki, Szkolnictwa Wyższego i Techniki
- 1976 – Krzyż Kawalerski Orderu Odrodzenia Polski
- 1978 – Krzyż Oficerski Orderu Odrodzenia Polski
- Złoty Krzyż Zasługi
- Odznaka tytułu honorowego „Zasłużony Nauczyciel PRL”
- Odznaka 1000-lecia Państwa Polskiego
- Złota Odznaka Polskiego Towarzystwa Ekonomicznego
- Odznaka Honorowa Miasta Poznania
- Odznaka „Za zasługi w rozwoju województwa poznańskiego”
- Odznaka „Za zasługi w rozwoju województwa szczecińskiego”